# Quint Voconi Nasó
Quint Voconi Nasó (en llatí Quintus Voconius Naso) va ser un magistrat romà del segle i aC. Formava part de la gens Vocònia, una antiga gens romana d'origen plebeu.
Va ser judex quaestionis en el judici de Cluenci l'any 66 aC. Ciceró en el seu discurs Pro Flacco de l'any 59 aC parla d'un Quint Nasó que havia estat pretor, que és aquest mateix personatge, però no n'indica la data.